# إيرف كروس
إيرف كروس (بالإنجليزية: Irv Cross) هو معلق رياضي أمريكي، ولد في 27 يوليو 1939 في هاموند في الولايات المتحدة.

## وصلات خارجية
- إيرف كروس على موقع مرجع كرة القدم المحترفة.كوم (الإنجليزية)